# Altenhagen (Salzgitter)
Altenhagen ist eine zum Stadtteil Lichtenberg gehörende Siedlung in der kreisfreien Stadt Salzgitter in Niedersachsen.

## Geographie
Die Siedlung setzt sich aus dem ehemaligen Vorwerk Altenhagen und einigen später hinzugekommenen Wohnhäusern zusammen. Altenhagen liegt südwestlich einer Kreisstraße, die das eineinhalb Kilometer nördlich liegende Lichtenberg mit Oelber am weißen Wege im Südwesten verbindet.
Zwischen Altenhagen und Lichtenberg liegen die Lichtenberge, die den nördlichen Teil des Salzgitter-Höhenzugs bilden. Hier befinden sich auch die Burg Lichtenberg und der Gaußstein.
Südöstlich von Altenhagen, ebenfalls im Salzgitter-Höhenzug, liegt ein See, der den ehemaligen Tagebau Haverlahwiese bedeckt.

## Geschichte

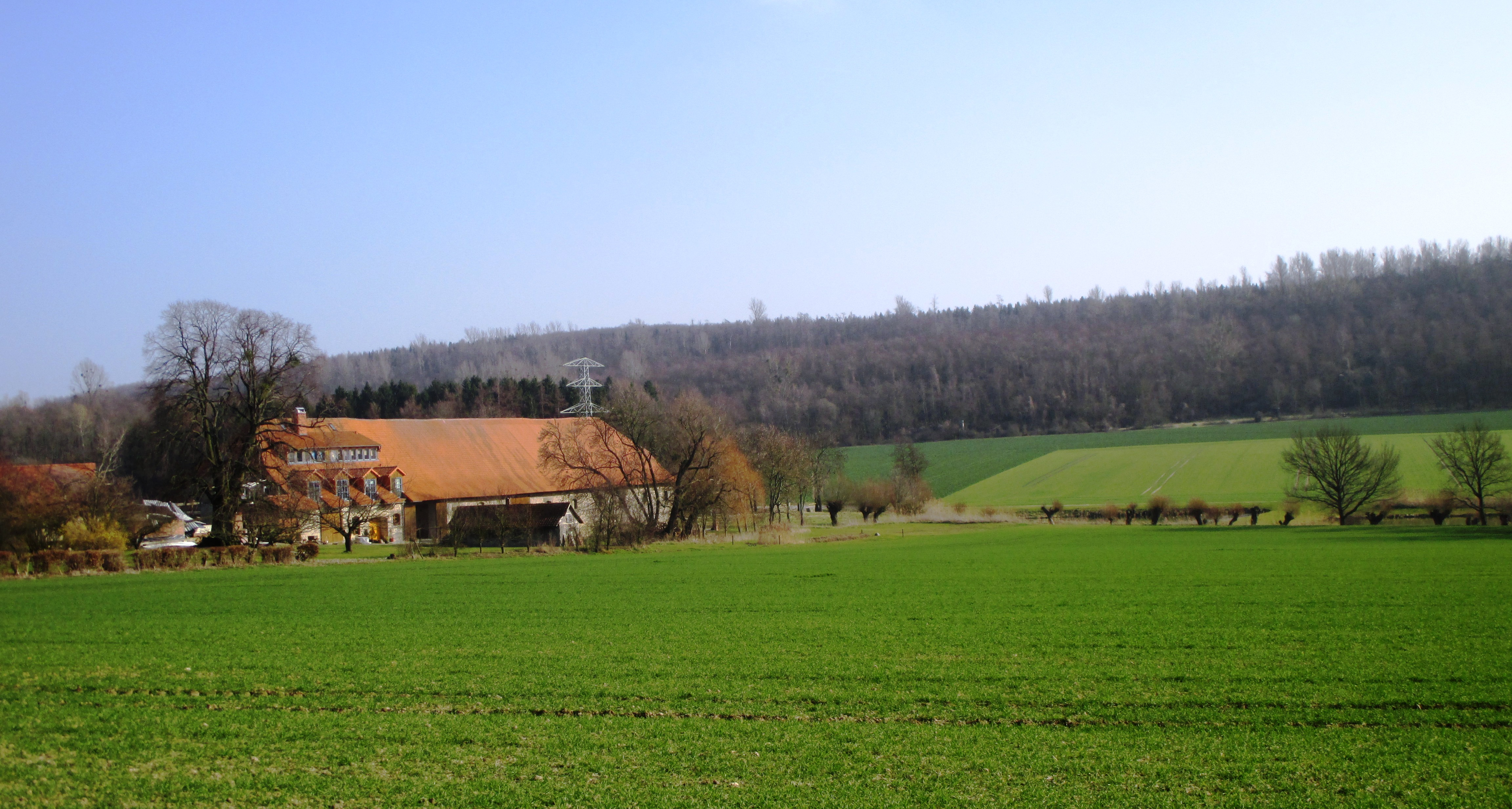
Blick auf das ehemalige Vorwerk Altenhagen

Altenhagen wurde 1342 als Oldenhagen erstmals in einer Verkaufsurkunde erwähnt, nach der Burghard von Saldern das Vorwerk von Diettrich von Wallmoden erwarb. Altenhagen gehörte zu dieser Zeit als Vorwerk zur Burg Lichtenberg. Der Name Oldenhagen leitet sich wahrscheinlich aus der Lage des Ortes („beim alten Hagen“) zur nahegelegenen Burg Gebhardshagen her. Ab 1706 gehörte das Vorwerk als landwirtschaftlicher Nebenbetrieb zur Domäne Lichtenberg.

## Schachtanlage Altenhagen
Zur Bergbaugeschichte des Ortes siehe auch: Schachtanlage Altenhagen
Schon 1839 wurde im Grubenfeld Eschwege bei Altenhagen Eisenerz abgebaut, das in der Wilhelmshütte in Bornum am Harz verarbeitet wurde.
Im Zuge der Gründung der Reichswerke Hermann Göring und dem Ausbau des Eisenerzbergbaus in Salzgitter wurde ab 1938 der Bau der nahe gelegenen Grube Haverlahwiese begonnen. Für diese Grube wurde bei Altenhagen ein 333 Meter tiefer Wetter- und Seilfahrtschacht abgeteuft. Als Tagesanlagen wurden Schachthalle, Fördermaschinen- und Kesselhaus, Waschkaue, Verwaltung und Werkstätten erbaut. Der Erzabbau im Feld Altenhagen wurde Im Februar 1969 eingestellt, der Schacht blieb aber bis Juni 1982 als ausziehender Wetterschacht in Betrieb. 1983 wurde der Schächte verfüllt und verschlossen. Die nicht verpachteten Anlagen wurden abgerissen.